# روبرت ديرك
روبرت ديرك هو لاعب هوكي الجليد كندي، ولد في 20 أغسطس 1966 في ريجاينا في كندا.

## وصلات خارجية
- روبرت ديرك على موقع دوري الهوكي الوطني (الإنجليزية)
- روبرت ديرك على موقع EliteProspects.com (الإنجليزية)
- روبرت ديرك على موقع HockeyDB.com (الإنجليزية)
- روبرت ديرك على موقع Hockey-Reference.com (الإنجليزية)